# Década de 680
Séculos: (Século VI - Século VII - Século VIII)
Décadas: 630 640 650 660 670 - 680 - 690 700 710 720 730
Anos: 680 - 681 - 682 - 683 - 684 - 685 - 686 - 687 - 688 - 689